# Ibrahim ibn Muhammad
Ibrahim Ibn Muhammad fut un des fils du prophète Mahomet. Il naquit à Médine de Maria la Copte et mourut, étant enfant.

## Biographie
Fils de Mahomet et de son esclave Marie la Copte, Ibrahim serait mort étant encore enfant, en 632, quelques mois avant son père.
Un parallèle peut être fait entre le récit de sa mort et celle du fils illégitime de Bethsabée. Mahomet aurait refusé de prier aux funérailles de celui-ci, partant du principe qu'Ibrahim aurait été un prophète s'il avait grandi et qu'un prophète ne prie pas pour un autre.

## Approche historique
Pour Guillaume Dye, « Il me semble à peu près impossible de retrouver la réalité historique derrière tous ces récits [sur la famille de Mahomet], mais l’idée traditionnelle selon laquelle le Prophète aurait eu sept enfants (un chiffre qui n’est pas anodin dans la culture biblique) ne paraît pas être une information historique. ». Pour Claude Gilliot, "La figure et « l’histoire » de Māriya al-Qibṭiyya sont truffées de traits légendaires et mythiques".
Dans les versets 28-59 de la sourate 33, section probablement fortement remaniée après sa rédaction première, l'évocation de Zayd ibn Harithah est construite de manière à prouver que Mahomet n'est le père d'aucun homme. Le récit de Maria la Copte et de son fils Ibrahim a été construit dans un but similaire. 
Pour Powers, " Le fait que ces deux individus [Zayd et Ibrahim] soient représentés comme des personnages historiques ne doit pas nous tromper à penser que le contenu de ces formes correspond à une réalité. Ibrahim et Zayd sont mieux perçus comme des figures qui servent de paradigmes de filiation : Ibrahim sert de paradigme du fils biologique ; Zayd, du fils adoptif".
Pour Powers, le récit de la mort du fils de Maria la Copte permet à Mahomet d’être considéré comme le "sceau des prophètes". Selon cet auteur, à la fin du Ier siècle de l'Hégire, se met en place un dogme selon lequel Mahomet devait mourir sans descendance masculine.